# گیرمو سپولودا
گیرمو سپولودا (اسپانیایی: Guillermo Sepúlveda‎; ۲۹ نوامبر ۱۹۳۴ – ۱۹ مهٔ ۲۰۲۱) بازیکن فوتبال اهل مکزیک بود.
از باشگاه‌هایی که در آن بازی کرده‌است می‌توان به باشگاه فوتبال گوادالاخارا اشاره کرد.
وی همچنین در تیم ملی فوتبال مکزیک بازی کرده‌است.